# 2185 Guangdong
2185 Guangdong è un asteroide della fascia principale del diametro medio di circa 17,03 km. Scoperto nel 1965, presenta un'orbita caratterizzata da un semiasse maggiore pari a 2,7076371 UA e da un'eccentricità di 0,1631341, inclinata di 9,59226° rispetto all'eclittica.